# Gagrella varians
Gagrella varians is een hooiwagen uit de familie Sclerosomatidae.